# Adailton de Oliveira Morais
Adailton de Oliveira Morais (Carolina, 11 de março de 1922) é um político brasileiro. Formado em Direito, exerceu a função de funcionário público e promotor de justiça, quando foi nomeado prefeito da cidade de Filadélfia, exercendo o mandato entre 29 de abril de 1961 e 12 de janeiro de 1963. Entregou o cargo para assumir uma vaga na Assembleia Legislativa de Goiás pelo Partido Social Democrático (PSD), exercendo o mandato de deputado até 1967. Eleito como suplente para a legislatura seguinte, ocupou o cargo entre 22 de outubro e 7 de dezembro de 1968. 
Em 1973 retornou ao cargo de prefeito de Filadélfia, ocupando a cadeira até o ano de 1977. Em 1991, recebeu a Ordem do Mérito do Tocantins, pela sua luta na criação do estado do Tocantins e em 2002, foi homenageado com o Título de Cidadão Tocantinense.